# 증평군·진천군·음성군
증평군·진천군·음성군은 대한민국의 국회의원 선거구이다. 충청북도 증평군, 진천군, 음성군 일대를 관할한다. 현 지역구 국회의원은 더불어민주당의 임호선이다.

## 역사
대한민국 제20대 국회의원 선거를 앞두고 증평군·진천군·괴산군·음성군 선거구에서 괴산군이 보은군, 옥천군, 영동군과 함께 보은군·옥천군·영동군·괴산군 선거구를 이루게 됨에 따라 증평군, 진천군, 음성군이 하나의 선거구를 이루게 되면서 신설되었다.

## 관할 구역
| 대수  | 관할 구역                           |
| ----- | ----------------------------------- |
| 20대~ | 증평군 일원 진천군 일원 음성군 일원 |

## 역대 국회의원
| 선거   | 정당 | 정당         | 의원   |
| ------ | ---- | ------------ | ------ |
| 2016년 |      | 새누리당     | 경대수 |
| 2020년 |      | 더불어민주당 | 임호선 |
| 2024년 |      | 더불어민주당 | 임호선 |

## 역대 선거 결과

### 대한민국 제20대 국회의원 선거
|  | 45.09% |

|  | 39.57% |

|  | 15.32% |

### 대한민국 제21대 국회의원 선거
|  | 50.68% |

|  | 47.83% |

|  | 1.47% |

### 대한민국 제22대 국회의원 선거
|  | 53.95% |

|  | 46.04% |